# فهرست مصوبات دولت سیزدهم جمهوری اسلامی ایران
در زیر فهرست مصوبات دولت سیزدهم جمهوری اسلامی ایران که توسط هیئت دولت (یا هیئت وزیران) تصویب شده، آمده است.

## اعضای هیئت دولت سیزدهم[۱]
| سِمَت                                             | نام                                                      |
| ----------------------------------------------- | -------------------------------------------------------- |
| رئیس‌جمهور                                       | سید ابراهیم رئیسی (تا خرداد ۱۴۰۳)                        |
| م. اول رئیس‌جمهور                                | محمد مخبر (از اردیبهشت تا مرداد ۱۴۰۳ سرپرست ریاست‌جمهوری) |
| رئیس دفتر رئیس‌جمهور                             | غلامحسین اسماعیلی                                        |
| سخنگو و دبیر هیئت دولت                          | علی بهادری جهرمی                                         |
| م. اجرایی رئیس‌جمهور و سرپرست نهاد ریاست‌جمهوری   | محسن منصوری                                              |
| م. رئیس‌جمهور و رئیس س. اداری و استخدامی         | میثم لطیفی                                               |
| م. رئیس‌جمهور و رئیس سازمان انرژی اتمی           | محمد اسلامی                                              |
| م. رئیس‌جمهور و رئیس سازمان برنامه و بودجه       | داود منظور                                               |
| م. رئیس‌جمهور و رئیس بنیاد شهید و امور ایثارگران | سید امیرحسین قاضی‌زاده هاشمی                              |
| م. حقوقی رئیس‌جمهور                              | محمد دهقان                                               |
| م. امور زنان و خانواده رئیس‌جمهور                | انسیه خزعلی                                              |
| م. امور مجلس رئیس‌جمهور                          | سید محمود حسینی‌پور                                       |
| م. رئیس‌جمهور و رئیس سازمان حفاظت محیط زیست      | علی سلاجقه                                               |
| م. علمی، فناوری و اقتصاد دانش بنیان رئیس‌جمهور   | روح‌الله دهقانی فیروزآبادی                                |
| رئیس شورای اطلاع‌رسانی دولت                      | سپهر خلجی                                                |
| و. آموزش و پرورش                                | رضامراد صحرایی                                           |
| و. ارتباطات و فناوری اطلاعات                    | عیسی زارع‌پور                                             |
| و. اطلاعات                                      | سید اسماعیل خطیب                                         |
| و. امور اقتصاد و دارایی                         | سید احسان خاندوزی                                        |
| و. بهداشت، درمان و آموزش پزشکی                  | بهرام عین‌اللهی                                           |
| و. تعاون،کار و رفاه اجتماعی                     | سید صولت مرتضوی                                          |
| و. جهاد کشاورزی                                 | محمدعلی نیکبخت                                           |
| و. امور خارجه                                   | حسین امیرعبداللهیان                                      |
| و. دادگستری                                     | امین‌حسین رحیمی                                           |
| و. دفاع و پشتیبانی نیروهای مسلح                 | محمدرضا قرایی آشتیانی                                    |
| و. راه و شهرسازی                                | مهرداد بذرپاش                                            |
| و. صنعت، معدن و تجارت                           | عباس علی‌آبادی                                            |
| و. علوم، تحقیقات و فناوری                       | محمدعلی زلفی‌گل                                           |
| و. فرهنگ و ارشاد اسلامی                         | محمدمهدی اسماعیلی                                        |
| و. کشور                                         | احمد وحیدی                                               |
| و. میراث فرهنگی، گردشگری و صنایع دستی           | سید عزت‌الله ضرغامی                                       |
| و. نفت                                          | جواد اوجی                                                |
| و. نیرو                                         | علی‌اکبر محرابیان                                         |
| و. ورزش و جوانان                                | کیومرث هاشمی                                             |

## مصوبات ۱۴۰۳
| عنوان | ت. تصویب         | ت. ابلاغ         | پیشنهاد دهنده                                     | منابع             |
| --- | ---------------- | ---------------- | ------------------------------------------------- | ----------------- |
| تعیین تعرفه خدمات تشخیصی و درمانی در بخش دولتی در سال ۱۴۰۳                                               | ۵ فروردین ۱۴۰۳   | ۲۶ فروردین ۱۴۰۳  | ش. عالی بیمه سلامت کشور                           | [ ۲ ] [ ۳ ]       |
| حقوق کارمندان دولت و بازنشستگان کشوری، قضات، اعضای هیأت علمی دانشگاه‌ها، کارانه پزشکان و حقوق والدین شهدا | ۸ فروردین ۱۴۰۳   | ۱۴ فروردین ۱۴۰۳  | س. اداری و استخدامی و س. برنامه و بودجه           | [ ۴ ] [ ۵ ] [ ۶ ] |
| برنامه عملیاتی دستگاه‌های اجرایی به منظور تحقق شعار سال «جهش تولید با مشارکت مردم»                        | ۲۶ فروردین ۱۴۰۳  | ۱۶ اردیبهشت ۱۴۰۳ | س. برنامه و بودجه کشور                            | [ ۷ ]             |
| ضوابط اجرایی قانون بودجه سال ۱۴۰۳ کل کشور                                                                | ۲۹ فروردین ۱۴۰۳  | ۱۶ اردیبهشت ۱۴۰۳ | س. برنامه و بودجه کشور                            | [ ۸ ]             |
| آیین‌نامه اجرایی قانون نحوه انتصاب اشخاص در مشاغل حساس                                                    | ۵ اردیبهشت ۱۴۰۳  | ۱۶ اردیبهشت ۱۴۰۳ | و. اطلاعات                                        | [ ۹ ]             |
| ثبت سفارش واردات ۲۰۰۰ دستگاه اتوبوس برون شهری با عمر کمتر از ۵ سال                                       | ۹ اردیبهشت ۱۴۰۳  | ۲۲ اردیبهشت ۱۴۰۳ | و. راه و شهرسازی، و. صنعت، معدن و تجارت و و. کشور | [ ۱۰ ]            |
| افزایش حقوق بازنشستگان تأمین اجتماعی در سال ۱۴۰۳                                                         | ۱۲ اردیبهشت ۱۴۰۳ |                  | و. تعاون، کار و رفاه اجتماعی                      | [ ۱۱ ]            |
| برنامه جامع تحقق سیاست‌های کلی توسعه دریا محور                                                            | ۱۲ اردیبهشت ۱۴۰۳ | ۱۹ اردیبهشت ۱۴۰۳ | رهبر                                              | [ ۱۲ ]            |
| تعیین دبیر کل کمیسیون ملی یونسکو در ایران                                                                | ۱۶ اردیبهشت ۱۴۰۳ | ۱۸ اردیبهشت ۱۴۰۳ | و. علوم، تحقیقات و فناوری                         | [ ۱۳ ] [ ۱۴ ]     |

## مصوبات ۱۴۰۲
| عنوان | ت. تصویب      | ت. ابلاغ      | پیشنهاد دهنده                                       | منابع         |
| --- | ------------- | ------------- | --------------------------------------------------- | ------------- |
| اصلاح تصویبنامه موضوع ضوابط تعیین ارز مورد نیاز مامورین اعزامی به خارج از کشور و اصلاحات بعدی آن                               | ۲۹ آذر ۱۴۰۲   | ۲۴ دی ۱۴۰۲    | س. اداری و استخدامی و م. حقوقی رئیس‌جمهور            | [ ۱۵ ] [ ۱۶ ] |
| آیین‌نامه اجرایی ماده ۱۰ قانون ساماندهی صنعت خودرو                                                                              | ۱۷ دی ۱۴۰۲    | ۲۸ اسفند ۱۴۰۲ | س. حفاظت محیط زیست و و. صنعت، معدن و تجارت          | [ ۱۷ ] [ ۱۸ ] |
| اصلاح آیین نامه اجرایی ماده ۲۰ قانون رفع موانع تولید رقابت پذیر و ارتقای نظام مالی کشور                                        | ۲۰ در ۱۴۰۲    | ۲۵ دی ۱۴۰۲    | و. امور اقتصاد و دارایی                             | [ ۱۹ ] [ ۲۰ ] |
| برنامه زمانی اعمال استاندارد آلایندگی خودروها، موتورسیکلت ها و وسایل نقلیه غیرجاده ای تولید داخل و وارداتی                     | ۲۰ دی ۱۴۰۲    |               | س. حفاظت محیط زیست                                  | [ ۲۱ ]        |
| تعیین نقطه مرزی کوزه رش در استان آذربایجان غربی به عنوان راه مجاز گمرکی برای ورود و خروج کالا و مسافر                          | ۲۴ دی ۱۴۰۲    | ۳ بهمن ۱۴۰۲   | کار گروه موضوع تبصره ۱ ماده ۱۰۳ قانون امور گمرکی    | [ ۲۲ ] [ ۲۳ ] |
| اختصاص ۶هزار میلیارد ریال به وزارت نیرو به منظور مدیریت خشکسالی                                                                | ۲۷ دی ۱۴۰۲    | ۲ بهمن ۱۴۰۲   | و. کشور                                             | [ ۲۴ ] [ ۲۵ ] |
| تخصیص ۳۰۰ میلیارد ریال برای اجرای عملیات به‌باغی و اصلاح باغات گرمسیری                                                          | ۲۷ دی ۱۴۰۲    |               | و. کشور                                             | [ ۲۶ ]        |
| تعیین قیمت واگذاری سهام شرکت‌های بورسی و فرابورسی دارای بازار فعال                                                              | ۱ بهمن ۱۴۰۲   | ۴ بهمن ۱۴۰۲   | و. امور اقتصادی و دارایی (مجمع عمومی بانکهای دولتی) | [ ۲۷ ] [ ۲۸ ] |
| بستری رایگان کودکان زیر ۷ سال و استفاده از مجموعه ابزار (کیت) تولید داخل برای غربالگری نوزادان در مراکز دولتی دانشگاهی         | ۸ بهمن ۱۴۰۲   | ۹ اسفند ۱۴۰۲  | ش. عالی بیمه سلامت کشور                             | [ ۲۹ ] [ ۳۰ ] |
| تکلیف چند دستگاه اجرایی نسبت به تقویت تشکیلات و نیروی انسانی مرکز آزمون وزارت آموزش و پرورش تا پایان سال                       | ۸ بهمن ۱۴۰۲   | ۱۷ بهمن ۱۴۰۲  | و. آموزش و پرورش                                    |               |
| مجاز بودن دستگاه‌های اجرایی، نیروهای مسلح، وزارت اطلاعات و سازمان انرژی اتمی نسبت به پرداخت پاداش آخر سال (عیدی) به کارکنان خود | ۱۵ بهمن ۱۴۰۲  | ۱۷ بهمن ۱۴۰۲  | س. برنامه و بودجه و س. اداری استخدامی               | [ ۳۱ ]        |
| مصوبه در خصوص حساب پس انداز کارکنان دولت                                                                                       | ۱۵ بهمن ۱۴۰۲  | ۱۸ بهمن ۱۴۰۲  | و. امور اقتصاد و دارایی                             | [ ۳۲ ]        |
| اضافه شدن تولیت مسجد جمکران به ترکیب کار گروه زیارت                                                                            | ۱۸ بهمن ۱۴۰۲  |               | م. اجرایی رئیس‌جمهور                                 | [ ۳۳ ]        |
| مجاز بودن سازمان حج و زیارت نسبت به خرید ارز به میزان سیصد میلیون دلار به منظور تامین مخارج ارزی حج تمتع سال ۱۴۰۳              | ۲۵ بهمن ۱۴۰۲  |               | و. فرهنگ و ارشاد اسلامی                             | [ ۳۴ ]        |
| آیین‌نامه اجرایی تبصره (۴) الحاقی به بند (الف) ماده (۵) قانون بیمه‌های اجتماعی کارگران ساختمانی                                  | ۲۹ بهمن ۱۴۰۲  |               | و. کشور                                             | [ ۳۵ ]        |
| آیین‌نامه یکپارچه‌سازی خدمات مربوط به زنان سرپرست خانوار                                                                         | ۲۹ بهمن ۱۴۰۲  | ۲۸ اسفند ۱۴۰۲ | م. امور زنان و خانواده رئیس‌جمهور                    | [ ۳۶ ] [ ۳۷ ] |
| حقوق ورودی گوشی‌های همراه | ۲ اسفند ۱۴۰۲  |               | م. حقوقی رئیس‌جمهور                                  | [ ۳۸ ]        |
| برنامه ملی توسعه سامانه ها و زنجیره تولید برق خورشیدی                                                                          | ۲۰ اسفند ۱۴۰۲ |               | و. نیرو                                             | [ ۳۹ ]        |